# Antonín Pelíšek
Antonín Pelíšek (1. března 1952 České Budějovice) je český novinář a spisovatel. V médiích pracuje od roku 1990, je autorem několika povídek a románů. Napsal také dokumentární publikace o firmě Madeta a o povodních.

## Život a dílo
Absolvoval střední průmyslovou školu strojnickou. V roce 1971 načas působil v Jihočeské pravdě jako spolupracovník vysílání rozhlasového sobotního studia mladých. Poté vystřídal různá zaměstnání, pracoval jako nákupčí, technik v národním podniku Motor, slévárenský dělník, kontrolor v českobudějovické Škodovce aj. Po listopadu 1989 se vrátil k původní profesi novináře, v témže roce získal stipendium Českého literárního fondu.
Působil v týdeníku Nový život, v měsíčníku Železničář, v denících Prostor a Lidová demokracie, v České tiskové agentuře aj. Přispíval do deníků Telegraf, Kurýr, Zemské noviny, Jihočeská pravda, Svobodné slovo, týdeníku Reflex aj. Externě spolupracoval s Českou televizí. V MF DNES je činný od roku 1996, specializuje se na krimi a ekologickou tematiku. Je členem Obce spisovatelů. Píše sloupky pro Český rozhlas České Budějovice. Napsal několik povídek pro Český rozhlas České Budějovice i pro Český rozhlas Vltava.
Antonín Pelíšek je autorem novely, povídek, románů, knihy pro děti a mládež. Psal také o povodních v jižních Čechách nebo o osudech vesnic, které musely ustoupit výstavbě elektrárny Temelín.